# Star Wars: Battlefront (serie de videojuegos)
La serie de Star Wars: Battlefront abarca a varios videojuegos de disparos en primera y tercera persona basados en la saga de once   películas de ciencia ficción Star Wars, inventada por George Lucas. Todos ellos han sido creados por Electronic Arts y sus diferentes desarrolladoras:  Pandemic Studios, Rebellion Developments y DICE. Los juegos han estado disponibles para diferentes plataformas: Macintosh, ordenador, playStation y Xbox.

## Juegos

### Star Wars: Battlefront(Pandemic) (2004)
Star Wars: Battlefront narra de forma peculiar las películas de Star Wars (desde el Episodio I hasta el VI saltándose el III ya que no se había estrenado la película a su lanzamiento). En el juego es posible luchar siendo  Droides o Clones y  Rebeldes o Imperiales.

### Star Wars: Battlefront II(Pandemic) (2005)
Star Wars: Battlefront II fue lanzado el 1 de noviembre de 2005 tras el éxito de su antecesor y añadió nuevos mapas, vehículos, personajes y misiones. A diferencia del videojuego anterior, presenta un estilo más narrativo y abarca el período de servicio de un clon durante el intervalo de los episodios III y IV de la serie de películas original.

### Star Wars Battlefront: Renegade Squadron(Rebellion) (2007)
Star Wars Battlefront: Renegade Squadron es el tercer videojuego de la saga Star Wars Battlefront. Este videojuego fue desarrollado por LucasArts y Rebellion Developments. Se lanzó en Norteamérica el 9 de octubre de 2007 y en Europa tres días después. El juego solo está disponible para la PlayStation Portable. Fue uno de los primerios videojuegos disponibles en forma de pack con las nuevas versiones de la PSP como la PlayStation Portable Slim. El argumento gira en torno al llamado Escuadrón Renegado, una fuerza de élite dentro de la Alianza Rebelde.
Renegade Squadron recibió críticas muy diversas de la comunidad de los videojuegos. El juego se consideró superior a su predecesor (la versión de Star Wars: Battlefront II para la PSP) y fue elogiado por sus opciones de personalización y juego en línea, pero la campaña para un solo jugador fue criticada por ser breve y sencilla. Las opiniones sobre los gráficos eran variadas, y los controles se describieron generalmente como insuficientes.

### Star Wars Battlefront: Elite Squadron(Rebellion y N-Space) (2009)
Star Wars Battlefront: Elite Squadron es un videojuego de la Serie Battlefront para Nintendo DS y PSP. Fue anunciado oficialmente el 26 de mayo de 2009 y salió el 3 de noviembre de 2009. El juego es considerado superior en cuanto a portátiles en la Serie Battlefront, y aprovecha al máximo las características de cada consola, creando juegos exclusivos para PSP (desarrollado por Rebellion) y Nintendo DS (desarrollado por N-Space).
El argumento trataba de dos clones de un jedi ─X1 y X2─ que, perteneciendo a dos facciones opuestas (la Alianza Rebelde y el Imperio Galáctico), se enfrentaban entre sí. Fue el primero de la serie que abarcó una época nueva, más allá de las películas originales. 

### Star Wars: Battlefront III(Free Radical Design / Videojuego cancelado)
Star Wars: Battlefront III fue un videojuego cuyo desarrollo comenzó en 2006. Para esta 3.ª entrega Pandemic Studios no estaría a cargo de su desarrollo, sino que Lucas Arts contrató al estudio Free Radical Design (ahora llamada Crytek UK), que ya tenía experiencia desarrollando shooters, tal es el caso de la saga TimeSplitters. El juego iba a ser lanzado para PlayStation 3 y Xbox 360. La principal novedad de Star Wars: Battlefront III era el poder empezar una batalla en tierra, saltar a una nave y volar por el espacio y viceversa, sin la necesidad de pantallas de carga.
El argumento se desarrollaba en paralelo a los acontecimientos de la trilogía de precuelas y la trilogía original, (de la misma forma que lo hizo el juego anterior), pero esta vez, desde el punto de vista de X1 y X2, dos clones creados en base al ADN del maestro Jedi Falon Grey. El juego abarcaría la Guerra De Los Clones y La Guerra Civil Galáctica, mostrando la caída de la República y el ascenso del Imperio.
El juego fue cancelado en el año 2008. Según el cofundador de Free Radical, Steve Ellis, Star Wars Battlefront III fue cancelado al estar en un 99% de su desarrollo, debido a motivos financieros, ya que LucasArts se había negado a dar más dinero para financiar el proyecto. Sin embargo, un ex empleado de LucasArts dio desde el anonimato un testimonio muy diferente. Resulta que la culpa de que el juego se cancelara fue de la misma Free Radical, pues ellos estaban trabajando en paralelo en el videojuego de Haze. Tras la cancelación del juego, The Walt Disney Company cerraría LucasArts en 2012, dándole los derechos de la saga a Electronic Arts y DICE, quienes desarrollaron el reinicio de la saga.

### Star Wars: Battlefront(DICE) (2015)
Star Wars: Battlefront es un videojuego de 2015 desarrollado por DICE. Esta versión sirve como un reinicio de la saga anterior. Durante su lanzamiento se criticó al juego por la ausencia de un modo historia y su contenido centrado en la Guerra Civil Galáctica.

### Star Wars Battlefront II(DICE) (2017)
Star Wars Battlefront II es un videojuego lanzado el 17 de noviembre de 2017. A 3 días de su lanzamiento, el videojuego tuvo una gran polémica debido a la cantidad de horas necesarias para desbloquear personajes en su modo multijugador y por su sistema de progresión ligado a las microtransacciones. La historia se sitúa entre Star Wars: Episode VI - Return of the Jedi y Star Wars: Episodio VII - The Force Awakens. La protagonista es una stormtrooper del Escuadrón Infernal, Iden Version, quien tras desertar del Imperio Galáctico, decide colaborar con La Resistencia para dar fin a La Guerra Civil Galáctica.
- Datos: Q54869

- Página en PlayStation

1. ↑  «Star Wars Battlefront II: Electronic Arts se ve obligada a rebajar el coste de desbloquear personajes». Alfa Beta Juega. Archivado desde el original el 17 de noviembre de 2017. Consultado el 14 de noviembre de 2017.